# Dança das Horas

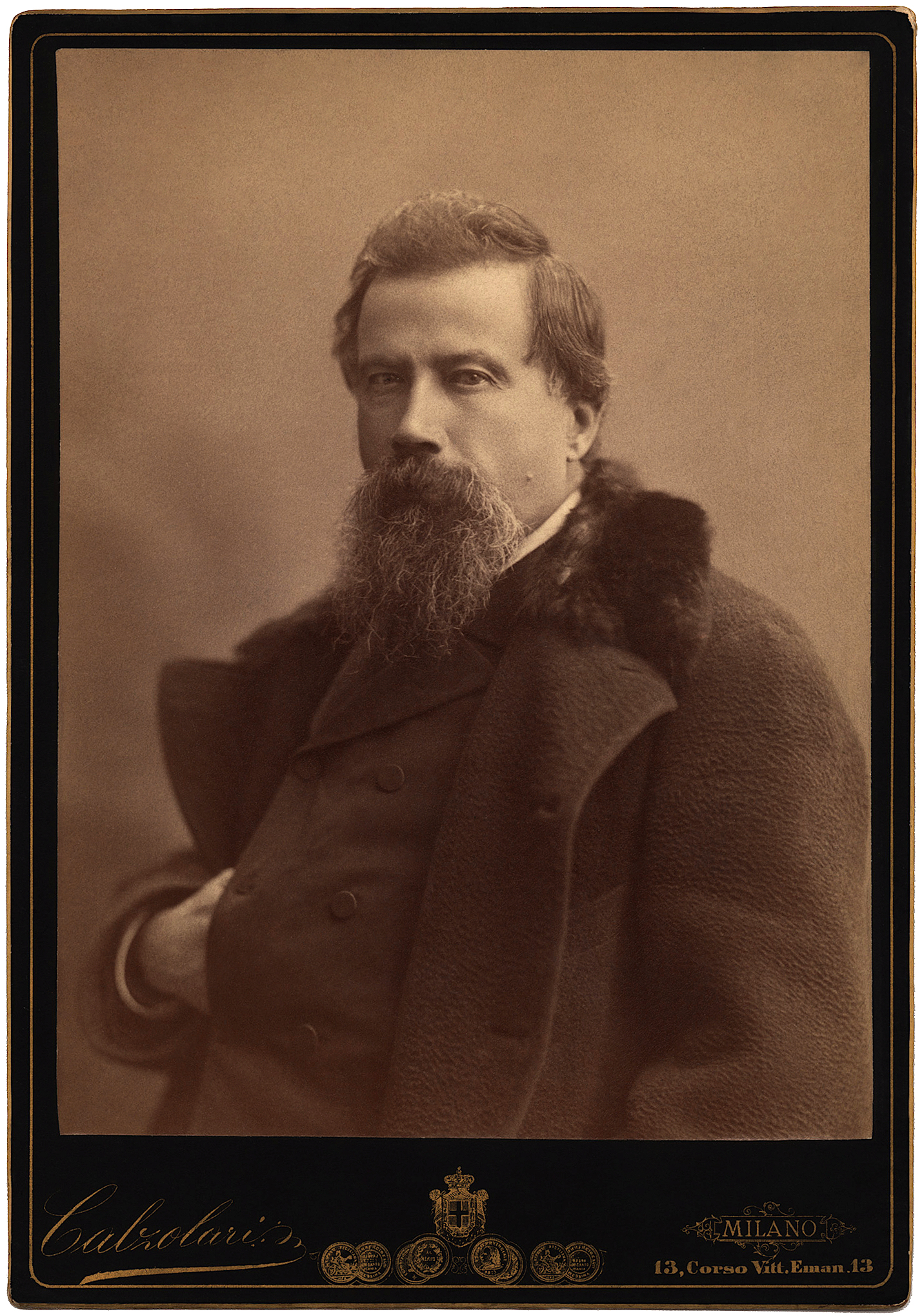
Amilcar Pnchielli

Dança das Horas (Danza delle Ore, no original) é um balé da ópera La Gioconda, de Amilcare Ponchielli.
É executado no terceiro ato denominado Ca' d'Oro ("A Casa de Ouro"). O balé, com a execução de mudanças de vestes, de efeitos de luzes e com coreografias distintas, procura representar as horas do amanhecer, da manhã, da tarde e da noite. Estas mudanças simbolizam também a eterna luta entre os poderes das trevas e da luz.
A música do balé é executada no filme Fantasia de Walt Disney, e apresenta uma sátira ao balé clássico, representando as horas do dia sendo dançadas por um grupo de animais, tais como avestruzes, hipopótamos, elefantes e jacarés.

## Estrutura
Logo em seguida de uma introdução em sol maior, com intervenções vocais na forma de recitativo (omitidas na versão sinfônica), são executadas em seqüência: a dança das horas da aurora, das horas do dia, das horas da noite e das horas da madrugada.
O episódio dedicado à aurora (em mi maior) funde-se com a extensa introdução ao episódio dedicado às horas do dia, antecipando a estrutura rítmica de quatro notas, que caracteriza o episódio. O ponto de transição entre os dois episódios, quando é assinalado o nascimento do dia, coincide com a intervenção em fortissimo do coro ("Prodigio! Incanto!"), ao qual segue uma lenta passagem cromática, típica do estilo do autor.
Após o breve episódio em dó sustenido menor dedicado às horas da noite, baseado sobre a figuração em staccato, uma melodia ligada e expressiva em mi menor, executada pelos violoncelos, introduz as horas da madrugada. Uma nova patética melodia em lá menor se estende a uma ampla frase na tonalidade inicial de mi menor.
Um efeito de dissolução sonora prepara o ataque da coda de encerramento: um alegre dança introduzida, de surpresa, a uma brusca mudança de tempo (allegro vivacissimo), representando o amanhecer de um novo dia.

## Curiosidade
No seriado Chaves, essa peça é mencionada por Quico, atribuindo-a erroneamente a Tchaikovsky, num episódio em que as crianças da vila estão tocando numa banda de percussão.